# Celda (convento)

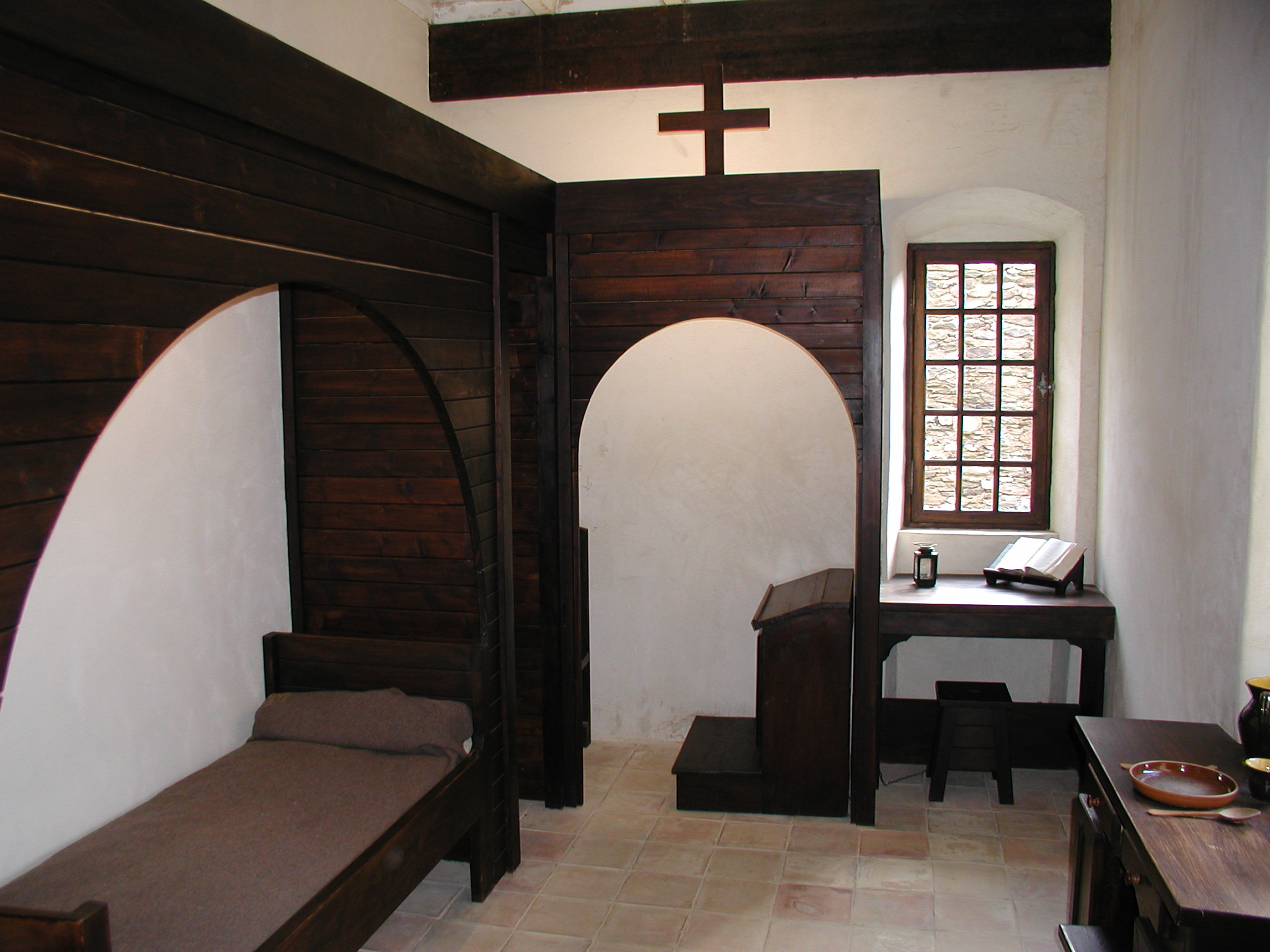
Celda del monasterio de Chartreuse de la Verne

Se llaman celdas a los aposentos de los frailes o monjes en los conventos y monasterios. 
El abate Fleuri dice que las celdas de los primeros monjes que vivían en los desiertos eran una especie de chozas o casillas pequeñas separadas las unas de las otras, como las de los cartujos y camaldulenses. En ellas vivían algunas veces dos o tres monjes, y por esto se llamaron por algún tiempo celdas los monasterios pequeños o prioratos. 
Los llamaron también casas y uno y otro nombre parece que se derivaron de las habitaciones de los esclavos, puesto que los cenobitas y anacoretas solo adoptaron lo que era propio de las gentes más pobres y miserables de la sociedad.